# Pfizer
Pfizer, Inc. (pronunciado /ˈfaɪzər/) es una empresa farmacéutica estadounidense que, después de diversas fusiones llevadas a cabo con Pharmacia and Upjohn y Parke Davis, es el laboratorio líder a nivel mundial en el sector farmacéutico. La sociedad tiene su sede central en Nueva York.
Pfizer se dedica al desarrollo y fabricación de productos de atención médica y vacunas. Opera a través de los segmentos Pfizer Innovative Health (enfocado en el desarrollo y comercialización de medicamentos y vacunas para medicina interna, oncología, inflamación e inmunología y atención médica al consumidor) y Pfizer Essential Health (involucrado en el desarrollo y suministro de genéricos de marca, productos inyectables estériles genéricos, biosimilares y productos de marca seleccionados, incluidos los anti-infecciosos).
La empresa fue fundada en 1849 por los primos Charles Pfizer y Charles F. Erhart, inmigrantes alemanes, instalados en Brooklyn, Nueva York. Su primer producto fue la santonina, un tratamiento para combatir cierto tipo de "parásito" de la familia de las lombrices. Gracias al éxito en el mercado farmacéutico de la santonina, permitió que en menos de diez años Pfizer produjera otros productos químicos y preparaciones médicas, destacando: el bórax, el alcanfor y el yodo.
En 1880 comienza a fabricar ácido cítrico, que se convierte en su producto más importante. En 1942 Pfizer es el primero en producir penicilina a escala industrial y en 1950 terramicina, es el primer producto que llega al público bajo el nombre de Pfizer. En 1998 lanza al mercado Viagra.
Pfizer se encuentra en medio de una reorganización desde que anunció en el verano de 2018 que dividiría su negocio en tres partes, una de las cuales (su división de salud del consumidor) planea fusionarse en una empresa conjunta con GlaxoSmithKline. Ese mismo año, la empresa tuvo unos beneficios netos de US$11,153 millones, casi la mitad de lo registrado en el ejercicio anterior, cuando ganó US$21,308 millones, debido en parte a la pérdida de la patente del Viagra, que ya compite con los genéricos en Estados Unidos.

## Historia

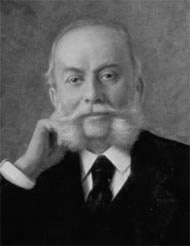
Charles Pfizer, cofundador de la empresa.

La compañía Pfizer fue llamada así en honor a su fundador Charles Pfizer y a su primo, Charles Erhart, quienes eran originarios de la ciudad alemana de Luisburgo en Baden-Wurtemberg. El apellido Pfizer es alemán y por tanto su pronunciación correcta en su lengua de origen es /ˈpfɪtsɐ(ɹ)/. Ellos pusieron en marcha un negocio químico llamado Pfizer Charles and Company en un edificio ubicado en la avenida Harrison y la calle Bartlett en Williamsbourg, Brooklyn, en 1849. Allí fue donde se produjo el medicamento antiparasitario Santonin que fue un éxito de ventas inmediato. Pfizer continuó con la compra de inmuebles para ampliar su laboratorio y fábrica hasta utilizar el predio entre la avenida Harrison, la calle Bartlett, la calle Gerry y la avenida Flushing, instalaciones que fueron utilizadas hasta 2005, cuando Pfizer cerró su planta original junto con varias más. Su sede central se estableció en Maiden Lane 81 en Manhattan.
En 1862 Pfizer se convirtió en pionera de la producción de ácido tartárico y crémor tártaro en Estados Unidos, dos productos muy utilizados en las industrias química y alimentaria para la elaboración de analgésicos, conservantes y desinfectantes.
La Primera Guerra Mundial provocó una escasez del citrato de calcio, que Pfizer importaba desde Italia para la fabricación del ácido cítrico, por ello la compañía comenzó a buscar una fuente alternativa de químicos y se enteró de un hongo que fermenta el azúcar y la transforma en ácido cítrico, dicha fórmula fue utilizada para comercializar la producción de ácido cítrico a partir de 1919, como resultado de haber experimentado con la tecnología de fermentación. Estas mismas habilidades serían las utilizadas en la fabricación masiva de la penicilina durante la Segunda Guerra Mundial, en respuesta a las necesidades del Gobierno de los Estados Unidos para tratar a los soldados aliados que se encontraban heridos.
Después del éxito de la producción de penicilina en 1940, esta medicina comenzó a ser muy barata y Pfizer tuvo pocos beneficios por su esfuerzo, como resultado comenzó a buscar nuevos medicamentos para mejorar sus ingresos económicos. El posterior descubrimiento y consiguiente comercialización de la Terramicina (oxitetraciclina) en 1950 la convirtió de una compañía química en una compañía farmacéutica basada en la investigación. Para aumentar sus esfuerzos en el descubrimiento de fármacos por medio de tecnología de fermentación, la compañía creó un programa de síntesis química. Además, estableció una división de salud animal en 1952, con unos 2.8 km² (700 acres) de granja y un centro de investigación en Terre Haute (Indiana).
A partir de la década de 1950, la compañía comenzó a centrarse en productos biofarmacéuticos de vanguardia y, en la década de 1990, introdujo una ola de medicamentos de alto valor para tratar enfermedades crónicas, incluida la terapia cardiovascular Lipitor.
En 1980 Pfizer lanzó al mercado Feldene (piroxicam) que dos años más tarde se convirtió en el medicamento antiinflamatorio de prescripción más vendido en el mundo. Durante las décadas de 1980 y 1990, Pfizer experimentó un crecimiento sostenido por el descubrimiento y la comercialización de las drogas: Zoloft, Lipitor, Norvasc, Zithromax, Aricept, Diflucan y el Viagra.

### SigloXXI
| Aprobado                                                                                             | No aprobado                                                                |
| Bextra                                                                                               | Bextra                                                                     |
| --- | -------------------------------------------------------------------------- |
| Osteoartrosis, artritis reumatoide adulta y dismenorrea primaria                                     | Dolores agudos, varios tipos de dolores quirúrgicos                        |
| Geodon                                                                                               |                                                                            |
| Esquizofrenia, episodios agudos asociados con el trastorno bipolar                                   | Ansiedad, demencia, mantenimiento bipolar, depresión, TDAH, TOC, TEA, TEPT |
| Zyvox                                                                                                |                                                                            |
| Infecciones por el Enterococcus faecium, neumonía nosocomial, infecciones de la piel                 | Infecciones por Staphylococcus y SARM en general                           |
| Lyrica                                                                                               |                                                                            |
| Neuralgia posherpética, manejo del dolor asociado a la neuropatía periférica diabética, Fibromialgia | Dolores crónico, neuropático, perioperatorio y migraña                     |

Pfizer ha tenido un importante crecimiento debido a las fusiones que incluyen a las empresas Warner-Lambert en el 2000, Pharmacia en 2003 y con Wyeth en 2009.
El desarrollo de torcetrapib, un medicamento que aumenta la producción de la HDL (lipoproteína de alta densidad) o también llamada «colesterol bueno», la cual reduce la LDL (lipoproteína de baja densidad) que se cree que se relaciona con las enfermedades cardíacas, fue cancelada en diciembre de 2006. Durante el ensayo, la Fase III de la investigación que incluyó a 15000 pacientes se registraron más muertes de las esperadas en el grupo que tomó el medicamento, y se registró un aumento del 60% en los pacientes que se trataron con el torcetrapib sumado al Lipitor frente a los que solo tomaron Lipitor. Con ello, Pfizer perdió casi US$1000 millones en un fármaco que no funcionó y por esa misma razón los valores en la bolsa de la compañía se desplomaron.
En julio de 2010 se informó que Pfizer estaba teniendo éxito en su batalla contra los fabricantes de medicamentos falsificados mediante la aplicación de juicios civiles en lugar de criminales. Pfizer contrató especialistas en aduanas y estupefacientes de todo el mundo para localizar las falsificaciones y reunir pruebas para perseguir juicios civiles por la violación de marca registrada. Desde 2003 la compañía ha invertido US$3,3 millones en investigaciones y honorarios legales, y se han recuperado unos US$5,1 millones y otros US$5 millones se encuentran perdidos en juicios.

### Vacuna para el COVID-19
La vacuna de Pfizer-BioNTech contra la COVID-19, cuyo nombre comercial es Comirnaty (DCI: Tozinamerán, de nombre en clave inicial BNT162b2), es una vacuna contra la COVID-19 basada en ARN mensajero. La empresa alemana de biotecnología BioNTech es la desarrolladora original de la tecnología de vacunas, mientras que la empresa farmacéutica estadounidense Pfizer es una de las socias de fabricación de BNT162b2.
Los ensayos clínicos de la vacuna comenzaron en abril de 2020. Seis meses más tarde, el 9 de noviembre de 2020, el análisis provisional de un ensayo de 43 538 participantes en la investigación, de los cuales 94 habían sido diagnosticados con la COVID-19, mostró que la vacuna poseía una eficacia superior al 91,3 % siete días después de la administración de la segunda dosis.
La vacuna se administra a través de inyección intramuscular. Está compuesta de ARN mensajero que codifica una forma mutada de la espícula del SARS-CoV-2. Esta se realiza en dos dosis, administradas con 21 días de diferencia recomendados. Este periodo se puede extender hasta 42 días después de la primera dosis. Los efectos secundarios más comunes incluyen dolores musculares y fiebre. En uno de cada 5 000 pacientes se han producido efectos secundarios de carácter severo, como reacciones alérgicas. Se trata de una de las vacunas más famosas existentes contra la COVID-19 que utilizan ARN mensajero, junto con la vacuna de Moderna. La vacuna ha de ser almacenada a muy baja temperatura, lo cual dificulta la logística de su distribución.
Se trata de la primera vacuna contra la COVID-19 en recibir autorización para su uso de emergencia en un país occidental. En diciembre de 2020, el Reino Unido se convirtió en el primer país en autorizar su uso, seguido de los Estados Unidos, la Unión Europea, y varios otros países a nivel mundial.
La compañía tenía como objetivo producir inicialmente 2000 millones de dosis en 2021. A finales de marzo de ese mismo año, se aumentó hasta 2500 millones.
Para octubre de 2021, Pfizer y BioNTech copaban 80% del mercado de vacunas COVID-19 en la Unión Europea y 74% en Estados Unidos.Esta vacuna se convirtió en el fármaco más vendido de la historia, ingresando 34.445 millones en 2021 y 35.405 millones el año siguiente.
En agosto de 2022, Moderna atacó a Pfizer y BioNTech por haber infringido algunas de sus patentes sobre ARN mensajero pero los demandados consiguieron revocar una de dichas patentes de Moderna.Pfizer y BioNTech también han sido atacadas por otras empresas farmacéuticas: Alnylam Pharmaceuticals, CureVac, Arbutus Biopharma, Genevant Sciences, Promosome y GSK.

## Controversias

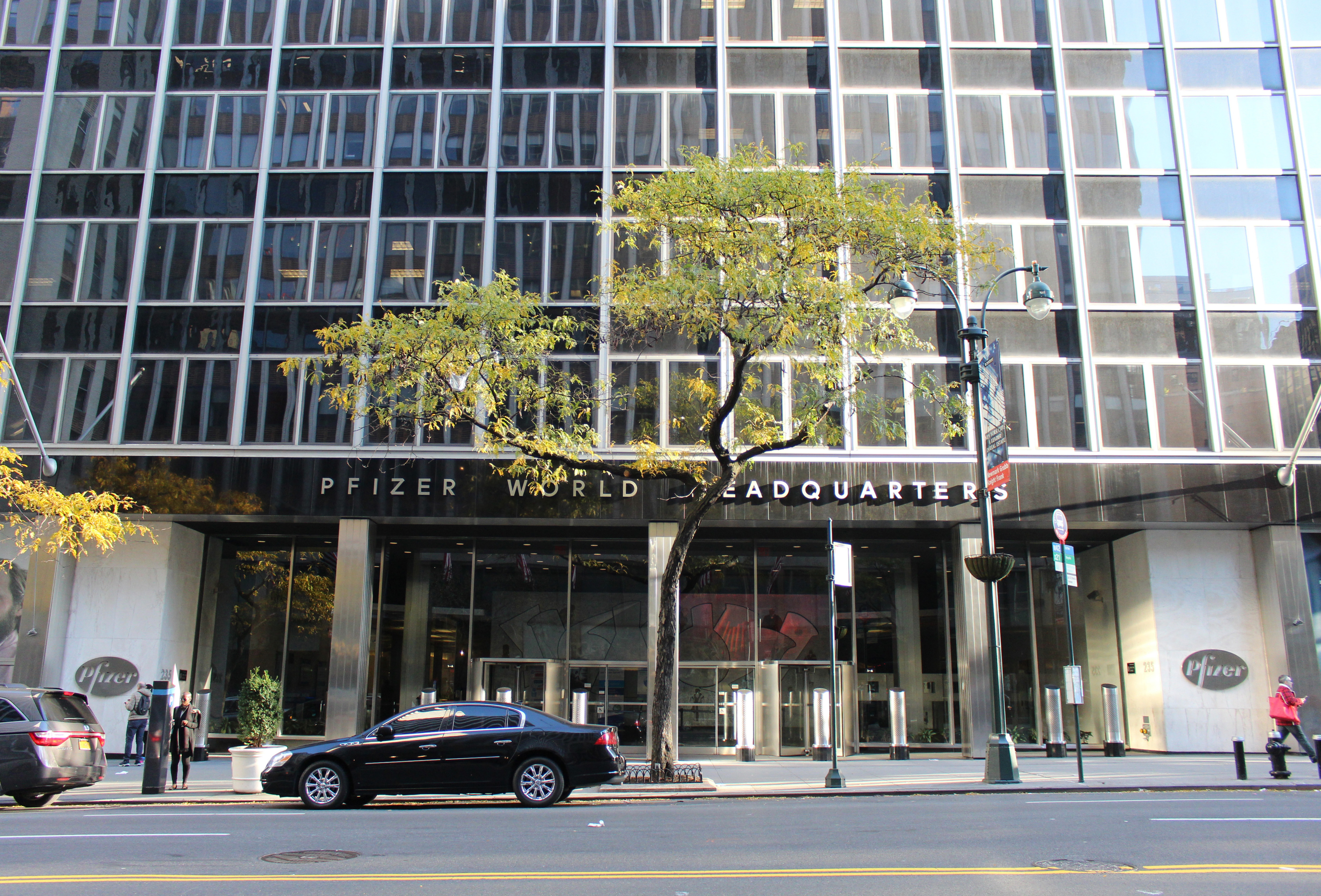
Entrada a la sede mundial de Pfizer en Nueva York.

Los laboratorios Pfizer y sus subsidiarias han sido condenados por la justicia en varias ocasiones.
Chantix
El Chantix (Champix en Argentina), la vareniclina que se utiliza para que las personas dejen de fumar, fue relacionado con un mayor riesgo de infarto, ACV y otros problemas cardiovasculares graves para fumadores que no poseen antecedente cardíaco según una publicación médica canadiense de la Canadian Medical Association.
El informe se basa en 14 pruebas clínicas con 8200 pacientes en los que el 1,06% tuvieron problemas cardiovasculares graves del 0,82% de los que sólo tomaron un placebo. En 2010, el producto acumuló ventas por US$755 millones. La respuesta por parte de la Administración de Alimentos y Drogas (FDA) estadounidense fue que realizarían pruebas clínicas para ver las posibles implicaciones de riesgo cardíaco.
Neurontin
Pfizer aceptó pagar US$420 millones para detener el proceso judicial abierto en los Estados Unidos por incentivar a los médicos a que recetasen el Neurontin contra enfermedades para los que no se encontraba indicado. El medicamento era uno de los líderes de ventas de la compañía, generando en 2003 ventas por US$2700 millones, pero el 90% de las recetas en Estados Unidos no correspondían para ninguna de las indicaciones aprobadas.
Celebrex
En 2004 fue la empresa Pfizer quién anunció que su medicamento para la artritis llamado Celebrex demostró su capacidad de duplicar el riesgo de sufrir ataques cardíacos en una prueba de prevención del cáncer que tuvo lugar luego de que otra farmacéutica, Merck, retirara del mercado un medicamento ―el Vioxx― por dicha razón.
Ambos medicamentos pertenecen al grupo de inhibidores selectivos de la COX-2, al igual que el medicamento de la compañía, el Bextra. Un analista de la Prudential Equity Group declaró que «sería justo si nos preguntáramos ahora si el Celebrex y el Bextra podrían ser retirados del mercado». Pero Pfizer no demostró ninguna intención de retirar el medicamento del mercado, menos aun cuando en 2003 obtuvo con el medicamento ganancias de US$1900 millones de dólares y unos US$687 millones ese mismo año por el Bextra, siendo ambos medicamentos lanzados al mercado en 1999.